# Junktur (Phonologie)
In der Phonologie bezeichnet man als Junktur (aus lateinisch iunctura = verbinden, zusammenfügen) die Art der Verbindung oder des Übergangs zwischen den einzelnen Phonemen in ihrer syntagmatischen Aufeinanderfolge. Damit Junkturen für eine Sprache oder ein phonologisches System überhaupt von Belang sein können, muss es mindestens zwei unterschiedliche derartige Übergänge geben. Sie sind in der Regel nicht durch einen hörbaren Laut realisiert. Ein Beispiel für unterschiedliche Junkturen findet man in den beiden deutschen Homographen „um·fahren“ – der Satz „Bitte umfahren Sie das Hindernis, fahren Sie es nicht um.“ lässt erkennen, dass an der mit „·“ markierten Stelle im einen Fall eine stärkere Bindung als im andern Fall besteht: Zwei unterschiedliche Junkturen machen die beiden Wörter verschieden und bewirken oder erklären sowohl ihre unterschiedliche Aussprache im Infinitiv als auch ihre unterschiedliche Konjugation.